# SCAFT

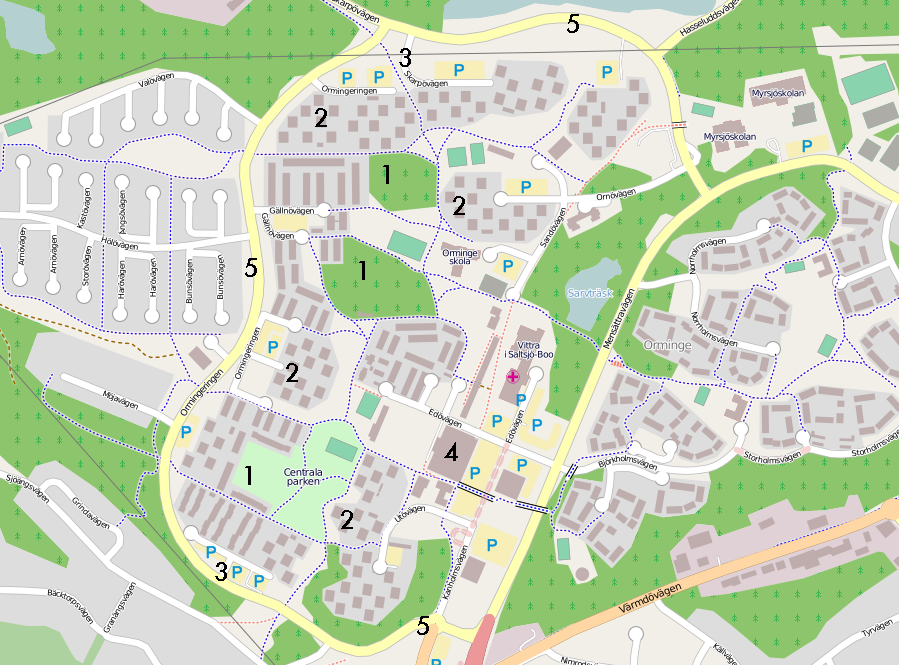
Ett exempel på SCAFT-planering från Västra Orminge i Nacka kommun. 1) en inre grön zon; 2) en bostadszon utan trafik; 3) matargator som leder in till parkeringsplatserna; 4) en centrumanläggning; och 5) en ringväg runt området.

SCAFT  (Stadsbyggnad, Chalmers, Arbetsgruppen för Trafiksäkerhet) var en modell för stadsplanering som utvecklades på 1960-talet vid Chalmers tekniska högskola. En längre beteckning är Riktlinjer för stadsplanering med hänsyn till trafiksäkerhet. Uppdragsgivare var Vägverket (nuvarande Trafikverket) och Planverket (nuvarande Boverket).

## Bakgrund
En av riktlinjerna i SCAFT var separering av trafikslag. Gående och cyklister skulle inte behöva korsa bilvägar. Bilister skulle inte störas av gående och cyklister. Gång- och cykelbanor skulle skiljas från bilvägar och bilvägarna skulle ha olika ändamål, så kallad differentiering.
I praktiken innebar riktlinjerna en ringväg, en lokalgata, runt ett bostadsområde och med återvändsgator, så kallade matargator, in till områdets parkeringsplatser. Skolor och andra funktioner placerades centralt i området, så gående inte skulle möta bilar, så kallad strategisk lokalisering. För att gående skulle ta sig ut ur området lades gångtunnlar under ringvägen. Bilvägarna utformades med få överraskningar för bilisten, enligt principen överskådlighet, enkelhet och enhetlighet. Vägar utan nämnvärd trafik byggdes breda och raka.
SCAFT-planeringen har under senare år fått ta emot mycket kritik från politiker, intresseorganisationer och boende. Kritiken handlar i huvudsak om att trafiksepareringen skapar oattraktiva miljöer som upplevs som otrygga att röra sig i.

## Bilder

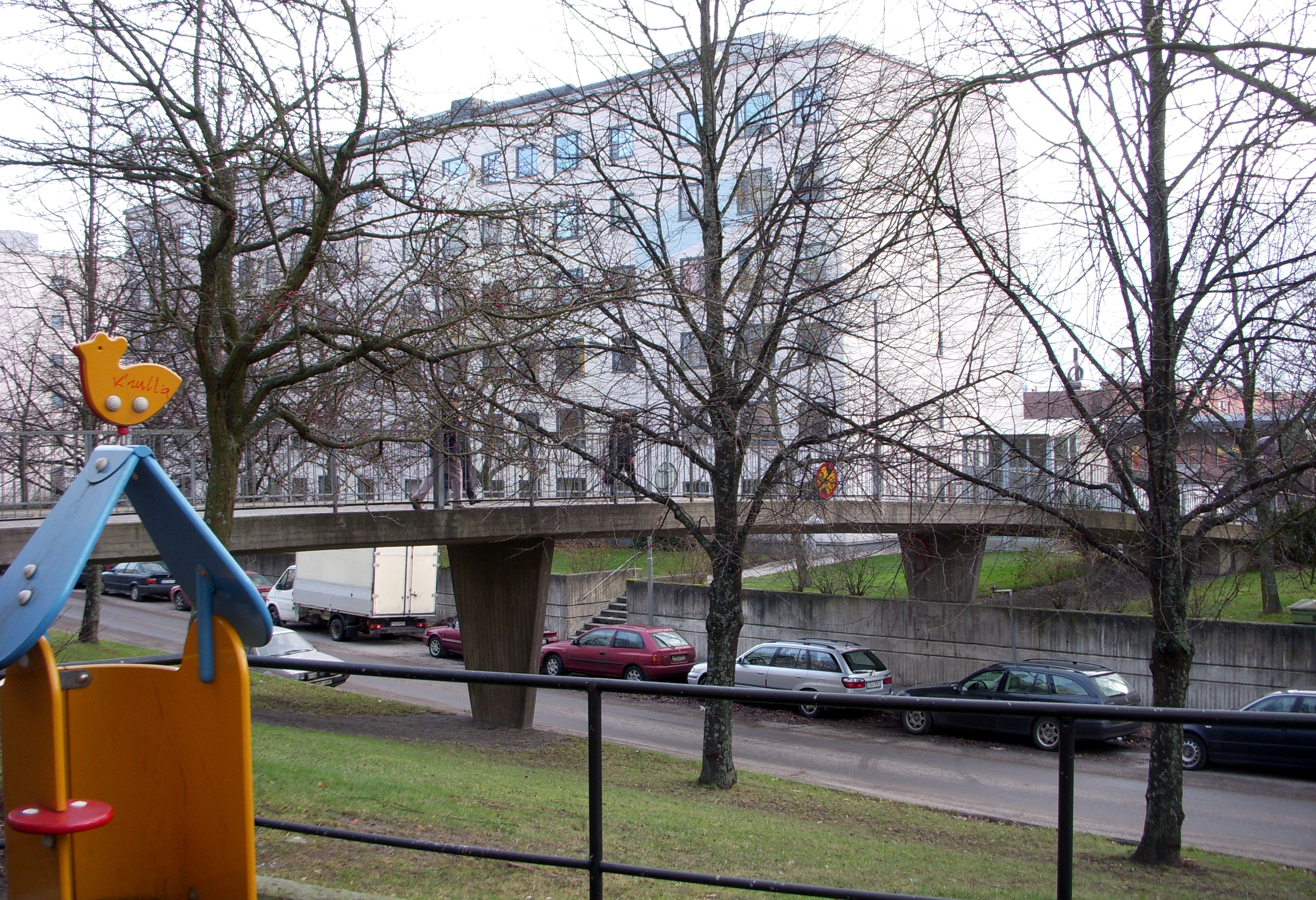
Trafikseparering i Skärholmen, Stockholm.
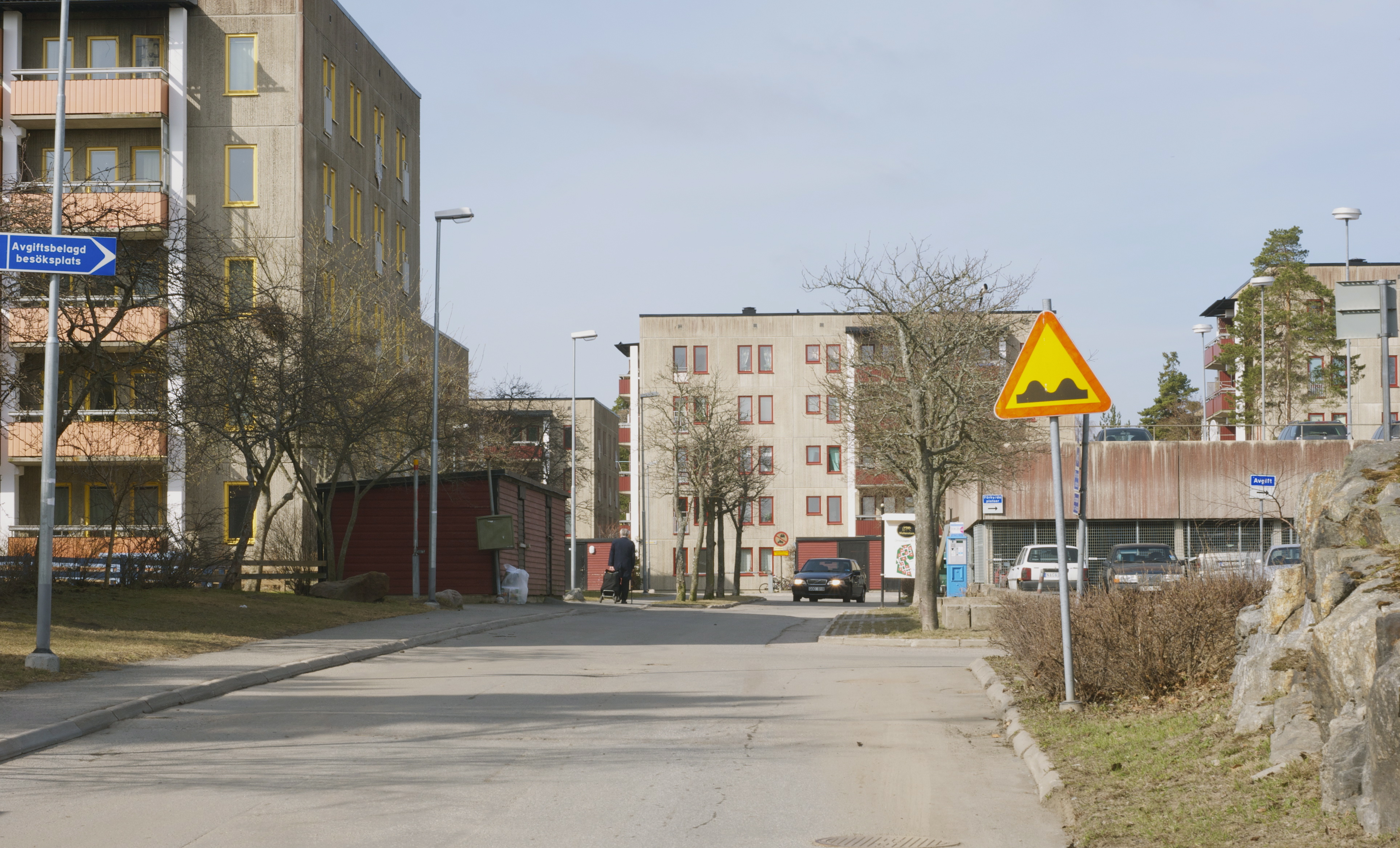
Västra Orminge är ett exempel på SCAFT-planering. Bilden visar en av matargatorna som leder in till parkeringsplatserna, som är skilda från bostadszonen.
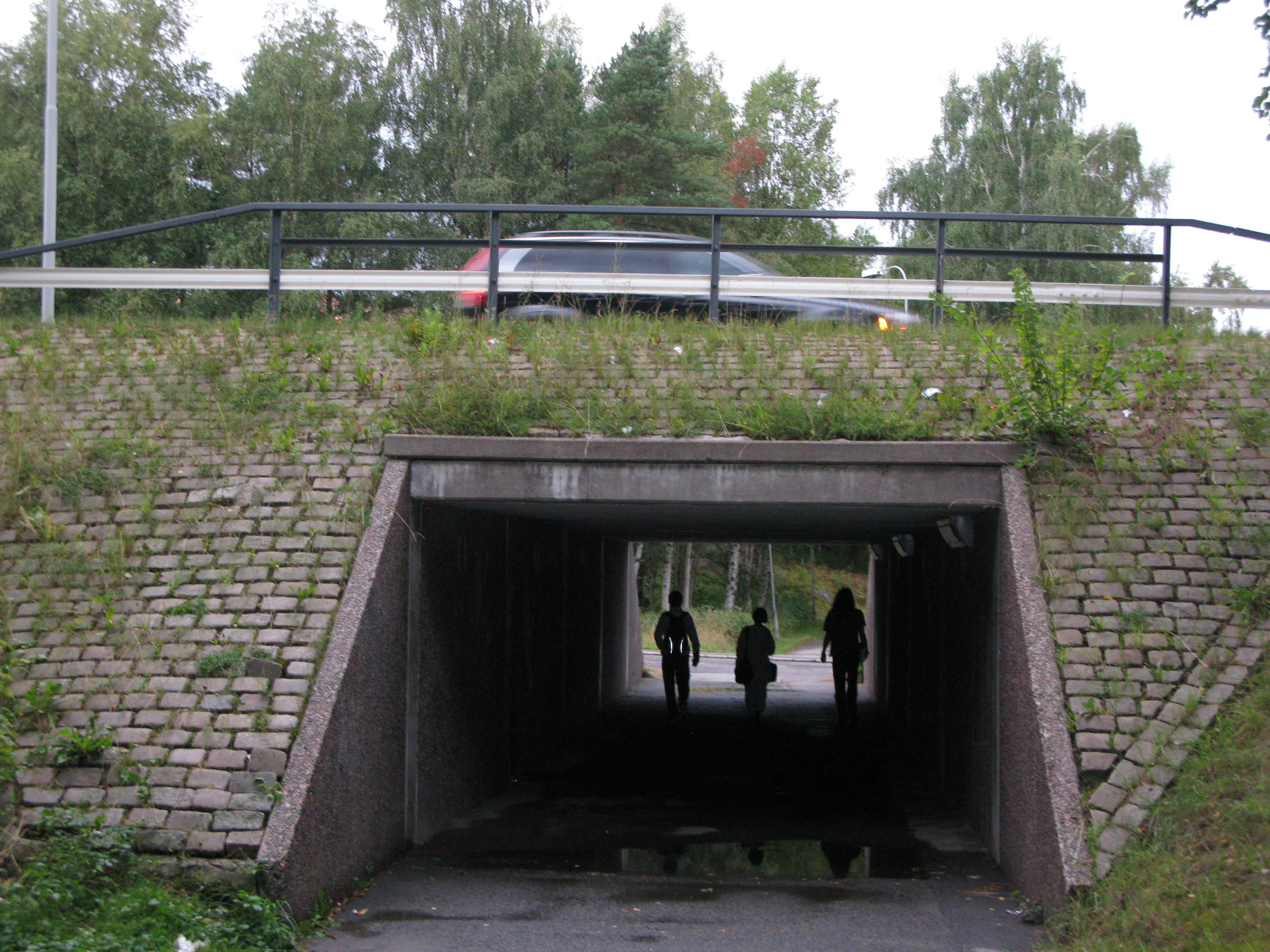
Gångväg under ringleden i Bergsjön, Göteborg

## Bostadsområden med fullständiga ringar enligt SCAFT-normerna
- Botkyrka
  - Alby
  - Fittjahöjden
  - Hallunda-Norsborg
- Gävle
  - Andersberg
  - Sätra
- Göteborg
  - Bergsjön
  - Gårdsten
  - Rannebergen
- Halmstad
  - Andersberg
- Haninge
  - Brandbergen
- Helsingborg
  - Rydebäck
- Järfälla
  - Viksjö
- Karlstad
  - Rud
- Jönköping
  - Österängen
  - Ekhagen
  - Dalvik
- Linköping
  - Skäggetorp
- Lund
  - Norra Fäladen
- Malmö
  - Lindeborg
- Nacka
  - Fisksätra
  - Västra Orminge
- Skövde
  - Södra Ryd
- Stockholm
  - Bredäng
  - Vårberg
  - Östberga
- Umeå
  - Ålidhem
- Uppsala
  - Gottsunda